# باري كليمنس
باري كليمنس (بالإنجليزية: Barry Clemens)‏ مواليد 1 مايو 1943 في دايتون، هو لاعب كرة سلة أمريكي سابق. بدأ مسيرته الاحترافية في سنة 1965. تم اختياره من قبل فريق نيويورك نيكس خلال الدرافت. يبلغ طوله 6 قدم 6 بوصة (2.0 م). اعتزل اللعب في 1976.

## المسيرة الاحترافية
لعب مع نيويورك نيكس في موسم 1965–1966، ثم لعب مع شيكاغو بولز من سنة 1966 إلى 1969، ثم لعب مع سياتل سوبرسونيكس من سنة 1969 إلى 1972، ثم لعب مع كليفلاند كافالييرز من سنة 1972 إلى 1974، ثم لعب مع بورتلاند ترايل بلايزرز من سنة 1974 إلى 1976.

## روابط خارجية
- باري كليمنس على موقع إن بي أي (الإنجليزية)
- باري كليمنس على موقع سبورتس رفرنس (الإنجليزية)
- باري كليمنس على موقع ريلجم (الإنجليزية)
- باري كليمنس على موقع بروبوليرز (الإنجليزية)